# Richard Wintzer
Wilhelm Carl Richard Wintzer (* 9. März 1866 in Nauendorf; † 14. August 1952 in Berlin) war ein deutscher Maler, Illustrator, Komponist und Schriftsteller.

## Leben

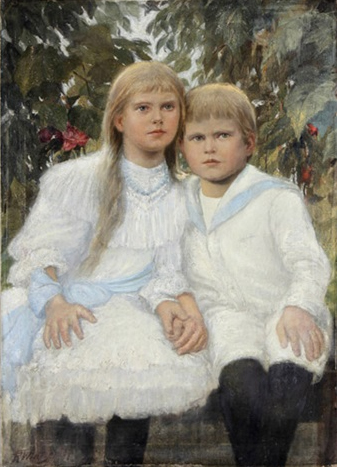
Geschwisterpaar; Öl auf Leinwand (1907)

Richard Wintzer wurde 1866 als Sohn des Ortspastors Wilhelm Wintzer (1832–1901) und dessen Frau Agnes von Kreckwitz (1839–1886) in Nauendorf bei Halle an der Saale geboren. Sein Urgroßvater Wilhelm Caspar Wegely war Gründer der staatlichen Porzellanmanufaktur Berlin und seine Urgroßmutter die Freiheitsheldin Rosalie von Bonin.
Wintzer besuchte zunächst die Lateinische Hauptschule der Franckeschen Stiftungen zu Halle an der Saale. Später legte er das Einjährig-Freiwilligen-Examen in Berlin ab. Danach studierte er Malerei an der Königlichen Kunstakademie und Kunstgewerbeschule zu Leipzig (ab 1882) und der Königlichen Akademie der Künste zu Berlin (ab 1884). An letzterer waren Paul Thumann und Franz Skarbina seine Lehrer. Als Illustrator fertigte er Arbeiten für Satire- und Unterhaltungszeitschriften u. a. für Schorers Familienblatt, den Dorfbarbier und die Humoristischen Blätter an. 1889 porträtierte er den Hallenser Komponisten und Dirigenten Robert Franz, mit dem er im engeren Kontakt stand. Die Federzeichnung ist Bestandteil der Bildsammlung der Stiftung Händel-Haus Halle.
Ermuntert durch Robert Franz widmete er sich alsbald seiner eigentlichen Berufung, der Musik. Mithilfe eines Stipendiums der Prinzessin Marie Anna von Preußen studierte er von 1888 bis 1890 an der Hochschule für Musik zu Berlin, wobei Woldemar Bargiel zu seinen maßgeblichen Lehrern gehörte. Danach trat er v. a. als Liedkomponist in Erscheinung. Auch schrieb er Bühnenwerke, so wurde 1905 unter der Leitung von Bernhard Tittel im Stadttheater Halle die Märchenoper „Marienkind“ uraufgeführt. Als Musikkritiker arbeitete er für die Neue Preußische Zeitung in Berlin und die Düsseldorfer Nachrichten. Artikel erschienen darüber hinaus u. a. in der Neuen Musik-Zeitung, dem Berliner Tageblatt, dem Berliner Lokal-Anzeiger, der Saale-Zeitung und der Allgemeinen Musikzeitung. Er war Mitglied im Allgemeinen deutschen Musikverein, im Berliner Tonkünstler-Verein und in der Genossenschaft Deutscher Tonsetzer.
1912 veröffentlichte er seinen zweibändigen Roman „Menschen von anderem Schlage. Ein Buch für Kämpfer und Freie“.
Richard Wintzer, evangelisch, war ab 1897 mit Alma Habermann verheiratet und Vater zweier Kinder. Seine Tochter Käthe Wintzer (1899–1969) wurde Schauspielerin. 1945 heiratete er Brigitta Herter (geboren 1899), Tochter des Bildhauers und Medailleurs Ernst Herter. Wintzer lebte in Berlin-Friedenau.
Sein Nachlass befindet sich in der Musikabteilung der Staatsbibliothek zu Berlin.

## Werk
Wintzers Œuvre umfasst drei Opern („Die Willis“, „Marienkind“ und „Salas y Gomez“), das große Chorwerk „Aus hohen Bergen“ (nach der gleichnamigen Dichtung Friedrich Nietzsches), zahlreiche Lieder (ca. 70) und Gesänge sowie Klavierstücke. Der Großteil seiner Kompositionen wird im Deutschen Musiker-Lexikon aufgelistet.

## Veröffentlichungen
- August Trinius: Aus der Chronik der Gemeinde Gabelbach. Mit 7 Bildnissen von Richard Wintzer. Bearbeiteter Nachdruck der Original-Ausgabe von 1898, dictum-Verlag, Ilmenau 2013, ISBN 978-3-95618-109-2.